# Karavelovo (Plovdiv)
Karavelovo (Bulgaars: Каравелово) is een dorp in de Bulgaarse gemeente Karlovo, oblast Plovdiv. Het dorp ligt hemelsbreed 54 km ten noorden van Plovdiv en 109 km ten oosten van Sofia.

## Bevolking
Op 31 december 2020 telde het dorp Karavelovo 1.139 inwoners. Het aantal inwoners vertoont al vele jaren een dalende trend: in 1946 had het dorp nog 3.554 inwoners.
|  |

In het dorp wonen nagenoeg uitsluitend etnische Bulgaren. In de optionele volkstelling van 2011 identificeerden 1.342 van de 1.363 ondervraagden zichzelf als etnische Bulgaren, oftewel 98,5%. De overige inwoners identificeerden zichzelf vooral als etnische Roma.
| Etnische samenstelling van de respondenten (2011) | Etnische samenstelling van de respondenten (2011) | Etnische samenstelling van de respondenten (2011) | Etnische samenstelling van de respondenten (2011) | Etnische samenstelling van de respondenten (2011) |
| ------------------------------------------------- | ------------------------------------------------- | ------------------------------------------------- | ------------------------------------------------- | ------------------------------------------------- |
|                                                   |                                                   |                                                   |                                                   |                                                   |
| Bulgaren                                          | Bulgaren                                          |                                                   | 98,5%                                             | 98,5%                                             |
| Turken                                            | Turken                                            |                                                   | 0,0%                                              | 0,0%                                              |
| Roma                                              | Roma                                              |                                                   | 0,8%                                              | 0,8%                                              |
| Anders/Onbekend                                   | Anders/Onbekend                                   |                                                   | 0,7%                                              | 0,7%                                              |

Banja · Begoentsi · Bogdan · Christo Danovo · Dabene · Domljan · Gorni Domljan · Iganovo · Kalofer · Karavelovo · Karlovo · Karnare · Kliment · Klisoera · Koertovo · Marino Pole · Moskovets · Mratsjenik · Pevtsite · Prolom · Rozino · Slatina · Sokolitsa · Stoletovo · Vasil Levski · Vedrare · Vojnjagovo